# Ubisoft Shanghai
 (octobre 2019).
Si vous disposez d'ouvrages ou d'articles de référence ou si vous connaissez des sites web de qualité traitant du thème abordé ici, merci de compléter l'article en donnant les références utiles à sa vérifiabilité et en les liant à la section « Notes et références ».
Ubisoft Shanghai est un studio chinois de développement de jeux vidéo fondé en 1996 et situé à Shanghai.
Le studio est surtout connu pour avoir travaillé sur plusieurs jeux de la franchise Tom Clancy. Ubisoft Shanghai est le second plus grand studio de développement chinois, il est aussi le second plus grand studio d'Ubisoft derrière Ubisoft Montréal.

## Jeux développés
| Titre                                        | Année | Plates-formes                                           |
| -------------------------------------------- | ----- | ------------------------------------------------------- |
| F1 Racing Championship                       | 2000  | PlayStation                                             |
| Rayman 2: The Great Escape                   | 2000  | PlayStation                                             |
| Rayman Rush                                  | 2002  | PlayStation                                             |
| Tom Clancy's Ghost Recon                     | 2002  | GameCube, PlayStation 2                                 |
| V.I.P.                                       | 2002  | PlayStation 2, Windows                                  |
| Crouching Tiger, Hidden Dragon               | 2003  | Game Boy Advance                                        |
| Tom Clancy's Ghost Recon 2                   | 2004  | Windows, PlayStation 2                                  |
| Tom Clancy's Ghost Recon Advanced Warfighter | 2004  | PlayStation 2, Xbox                                     |
| Tom Clancy's Rainbow Six 3: Raven Shield     | 2004  | GameCube, PlayStation 2                                 |
| Tom Clancy's Splinter Cell: Pandora Tomorrow | 2004  | Xbox, Windows, GameCube, PlayStation 2, Xbox            |
| Brothers in Arms: D-Day                      | 2006  | PlayStation Portable                                    |
| Tom Clancy's Splinter Cell: Double Agent     | 2006  | Xbox 360, PlayStation 3, Windows                        |
| La Légende de Beowulf                        | 2007  | Xbox 360, PlayStation 3, Windows                        |
| Rayman contre les lapins crétins             | 2007  | Xbox 360                                                |
| Tom Clancy's EndWar                          | 2008  | Windows, PlayStation 3, Xbox 360                        |
| Princesse Mélodie                            | 2009  | Nintendo DS                                             |
| Tempête de boulettes géantes                 | 2009  | Xbox 360, PlayStation 3, Windows, Wii, Nintendo DS, PSP |
| Michael Jackson: The Experience              | 2010  | Nintendo 3DS, PlayStation Vita, iPad                    |
| The Settlers : À l'aube d'un nouveau royaume | 2010  | OS X, Windows                                           |
| NCIS The Video Game                          | 2011  | Xbox 360, PlayStation 3, Windows, Wii, Nintendo DS      |
| Beyond Good and Evil HD                      | 2011  | PSN, XBLA                                               |
| Far Cry 3                                    | 2012  | Xbox 360, PlayStation 3, Windows                        |
| I Am Alive                                   | 2012  | PSN, XBLA, Windows                                      |
| Rayman 3 HD                                  | 2012  | PSN, XBLA                                               |
| Tom Clancy's Splinter Cell: Blacklist        | 2013  | Wii U                                                   |
| Trials Evolution Gold Edition                | 2013  | Windows                                                 |
| Assassin's Creed Unity                       | 2014  | PlayStation 4, Xbox One, PC                             |